# 金鎬浚
金鎬浚 （页面存档备份，存于）(1984年6月21日—)是一名南韓的足球員，目前效力於經典K聯賽的濟州聯。
他的首次亮相是2005年與大田市民的比賽。

## 外部連結
- （英文）  （页面存档备份，存于）金鎬浚在transfermarkt